# بامبی وودز
بامبی وودز (انگلیسی: Bambi Woods؛ زاده ۱۲ ژوئیهٔ ۱۹۵۵) بازیگر پورنوگرافی اهل ایالات متحده آمریکا است. از فیلم‌هایی که وی در آن نقش داشته‌است، می‌توان به دبی به دالاس می‌رود اشاره کرد.